# Cyprus International 2005
Die Cyprus International 2005 im Badminton fanden vom 13. Oktober bis zum 16. Oktober 2005 in Nikosia statt.

## Sieger und Platzierte
| Disziplin    | Gold                            | Silber                           | Bronze                                |
| ------------ | ------------------------------- | -------------------------------- | ------------------------------------- |
| Herreneinzel | Daniel Damgaard                 | Georgios Charalambidis           | Charis Charalambous                   |
| Herreneinzel | Daniel Damgaard                 | Georgios Charalambidis           | Alexander Bass                        |
| Dameneinzel  | Maria Ioannou                   | Line Isberg                      | Dometia Ioannou                       |
| Dameneinzel  | Maria Ioannou                   | Line Isberg                      | Olga Shitikov                         |
| Herrendoppel | Daniel Damgaard Jesper Hovgaard | Alexander Bass Nir Yusim         | Bruce Topping Mark Topping            |
| Herrendoppel | Daniel Damgaard Jesper Hovgaard | Alexander Bass Nir Yusim         | Demetris Kyprianou Nicolas Panayiotou |
| Damendoppel  | Line Isberg Mia Nielsen         | Dometia Ioannou Maria Ioannou    | Demetra Hadjiyiangou Hadia Hosny      |
| Damendoppel  | Line Isberg Mia Nielsen         | Dometia Ioannou Maria Ioannou    | Marina Demosthenous Olga Shitikov     |
| Mixed        | Jesper Hovgaard Mia Nielsen     | Demetris Kyprianou Maria Ioannou | Nir Yusim Olga Shitikov               |
| Mixed        | Jesper Hovgaard Mia Nielsen     | Demetris Kyprianou Maria Ioannou | Savinos Iasonos Dometia Ioannou       |